# Farragut (Tennessee)
Farragut ist eine Town, die teilweise im Knox County und teilweise im Loudon County im US-Bundesstaat Tennessee liegt. Sie ist ein Vorort des unweit gelegenen Knoxville und gehört zur Metropolitan Statistical Area Knoxville. Im Jahr 2020 hatte Farragut 23.506 Einwohner.
Die Stadt wurde nach dem US-amerikanischen Marineoffizier David Glasgow Farragut benannt, der 1801 in Campbell’s Station östlich von Farragut geboren wurde.

## Geographie
Farraguts geographische Koordinaten lauten 35° 53′ N, 84° 10′ W (35,877511, −84,173548). Das nicht inkorporierte historische Dorf Concord wurde 1854 knapp östlich der heutigen Stadtgrenze gegründet. Concord liegt an der Eisenbahnhauptstrecke nach Atlanta, Georgia und dem Hauptarm des Tennessee Rivers. Pittoreske Gebäude mit Antebellum-Architektur stehen am Ufer des Flusses, dessen historisches Zentrum in das National Register of Historic Places aufgenommen wurde.
Nach den Angaben des United States Census Bureaus hat die Stadt eine Gesamtfläche von 42,1 km², wovon 41,7 km² auf Land und 0,4 km² (= 1,05 %) auf Gewässer entfallen. Ein kleiner Teil des in den späten 1990er Jahren erbauten Einkaufszentrums Turkey Creek liegt auf dem Gebiet Farraguts. Durch Farragut führen als Kingston Pike die Landstraßen U.S. 11 und U.S. 70, gemeinsam mit der Tennessee State Route 1; die Autobahn I-40/I-75 führt nördlich an der Stadt vorbei.

## Geschichte
1787 baute David Campbell in dem Gebiet, wo sich heute Farragut befindet, ein Fort und eine Postkutschenstation, die als Campbell’s Station bekannt wurde. Das Campbell’s Station Inn wurde 1810 aus Backsteinen gebaut und steht noch heute am Kingston Pike, in Sichtweite des Rathauses. Am 16. November 1863 wurde hier während des Sezessionskrieges die Schlacht von Campbell’s Station ausgetragen.
Die Bürger der Ortschaft erbauten 1904 eine Highschool. Am 16. Januar 1980 wurde Farragut inkorporiert. Am 1. April desselben Jahres wurde Bob Leonard zum ersten Bürgermeister der Stadt gewählt. 1993 wurde Eddy Ford sein Nachfolger und übte dieses Amt aus, bis er im April 2009 Ralph McGill unterlag.
Am 15. September entgleiste im Ort der Güterzug 15T der Norfolk Southern Railway. Von den 142 Güterwagen des Zuges entgleisten 25 der Waggons sowie zwei Lokomotiven. Glücklicherweise gab es bei dem Unfall keine Menschenleben zu beklagen, aber 17 Verletzte und größere Umweltschäden. Diese waren zum Teil einer Gaswolke ausgesetzt, welche sich aus austretendem Oleum aus einem Kesselwagen gebildet hatte und mussten sich in ärztlicher Behandlung begeben.

## Demographie
Zum Zeitpunkt des United States Census 2000 bewohnten Farragut 17.720 Personen. Die Bevölkerungsdichte betrug 425,2 Personen pro km². Es gab 6628 Wohneinheiten, durchschnittlich 159,0 pro km². Die Bevölkerung Farraguts bestand zu 93,88 % aus Weißen (White), 1,80 % Schwarzen bzw. Afroamerikanern (Black or Afro American), 0,15 % Indianern (Native American), 3,16 % Asiaten (Asian) und 0 % Pacific Islander. 0,33 % gaben an, anderen Rassen anzugehören und 0,69 % nannten zwei oder mehr Rassen. 1,07 % der Bevölkerung erklärten, Hispanos oder Latinos jeglicher Rasse zu sein.
Die Bewohner Farraguts verteilten sich auf 6333 Haushalte, von denen in 39,4 % Kinder unter 18 Jahren lebten. 76,0 % der Haushalte stellten Verheiratete, 5,0 % hatten einen weiblichen Haushaltsvorstand ohne Ehemann und 17,4 % bildeten keine Familien. 15,2 % der Haushalte bestanden aus Einzelpersonen, und in 5,5 % aller Haushalte lebte jemand im Alter von 65 Jahren oder mehr alleine. Die durchschnittliche Haushaltsgröße betrug 2,76 und die durchschnittliche Familiengröße 3,08 Personen.
Die Bevölkerung verteilte sich auf 26,7 % Minderjährige, 5,3 % 18–24-Jährige, 24,4 % 25–44-Jährige, 32,2 % 45–64-Jährige und 11,4 % im Alter von 65 Jahren oder mehr. Der Altersdurchschnitt betrug 42 Jahre. Auf jeweils 100 Frauen entfielen 97,8 Männer. Bei den über 18-Jährigen entfielen auf 100 Frauen 94,4 Männer.
Das mittlere Haushaltseinkommen in Farragut betrug 82.726 US-Dollar, und das mittlere Familieneinkommen erreichte eine Höhe von 91.423 US-Dollar. Das Durchschnittseinkommen der Männer betrug 70.873 US-Dollar gegenüber 34.955 US-Dollar bei den Frauen. Das Pro-Kopf-Einkommen belief sich auf 35.830 US-Dollar. 2,9 % der Bevölkerung und 2,6 % der Familien hatten ein Einkommen unterhalb der Armutsgrenze, davon waren 2,9 % der Minderjährigen und 4,1 % der Altersgruppe 65 Jahre und mehr betroffen.

## Historische Gebäude
- Campbell Station Inn
- Avery Russell House (im National Register of Historic Places eingetragen)

## Persönlichkeiten
- Robert Ben Garant (* 1970), Schauspieler, wuchs hier auf
- Archibald Roane (um 1760–1819), der 2. Gouverneur Tennessees ist hier begraben